# پارزیفال
پارزیفال اثری از ولفرام فن اشنباخ شاعر قرن سیزدهمی آلمانی می‌باشد. این رمان در حقیقت تقلیدی از رمان پرسیوال کرتین دو تروا شاعر قرن دوازدهمی فرانسوی هست که سرگذشت پرسیوال یکی از شوالیه‌های شاه آرتور را بیان می‌کند. پیش زمینه اصلی این داستان ریشه در اساطیر سلتی و ولزی دارد اما بعدها با اسطوره مسیحی جام مقدس ترکیب شده است و ژانری متداول در ادبیات قرون وسطای اروپای غربی می‌باشد. ریشارد واگنر, موسیقی‌دان مشهور آلمانی, اپرایی به نام پارزیفال را بر اساس این رمان ساخته است.

## خلاصه داستان

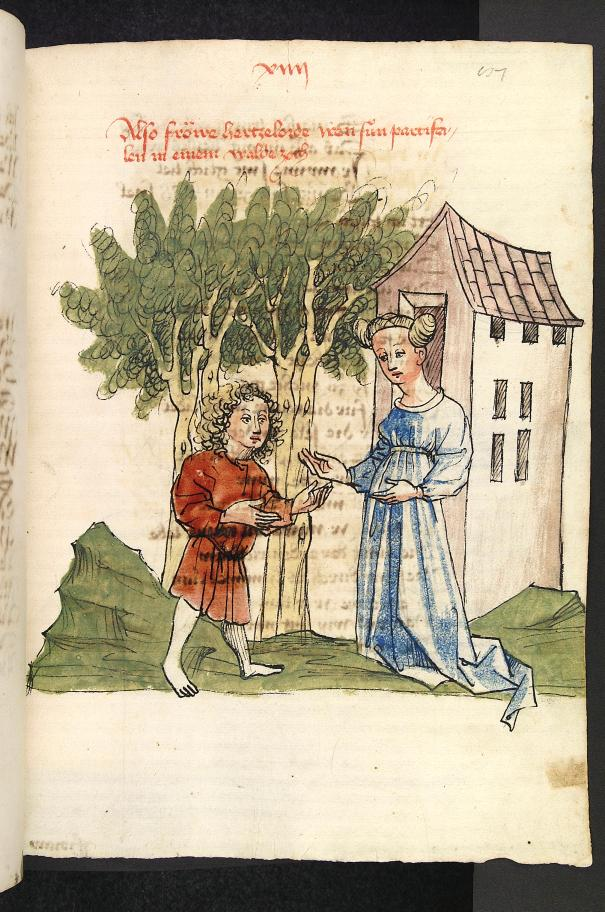
هرزلوئید و پارزیفال در جنگل Soltane

داستان ولفرام با سرگذشت پدر پارزیفال, گاموره, آغاز می‌شود. گاموره شاهزاده اهل منطقه آنژو فرانسه است اما گاموره تاج و تخت سلطنت را رها می‌کند تا به سلک شوالیه‌ها بپیوندد. او می‌خواهد به پادشاهی خدمت کند که بیشتر از همه قدرتمند باشد به همین سبب او به خدمت خلیفه بغداد در می‌آید که ولفرام او را باروخ می‌نامد. گاموره برای باروخ خلیفه می‌جنگد و در یکی از این جنگ‌ها با ملکه سرزمین آفریقایی سازامانک به نام پلاگان ازدواج می‌کند. حاصل ازدواج این دو پسری به نام فرفیس (در برخی منابع ورفیس) می‌باشد. گاموره اما پلاگان و سازامانک را نیز رها می‌کند تا به ولز برود. او در این مسافرت با شاهدختی به نام هرزلوئید ازدواج می‌کند و حاصل این ازدواج پسری به نام پارزیفال هست. گاموره بار دیگر همسر خود را ترک می‌کند و در هنگام تولد پارزیفال است که خبر کشته شدن گاموره در جریان جنگ میان باروخ خلیفه و بابلیان به گوش هرزلوئید می‌رسد. هرزلوئید تصمیم می‌گیرد که پسرش, پارزیفال, را در جنگل بزرگ کند تا از کارزارهای مرگبار شوالیه‌ای در امان بماند.  

### دوران کودکی و جوانی پارزیفال
هرزلوئید, پارزیفال را در جنگل سلتان بزرگ کرد. او حتی تبار اجدادی‌ پارزیفال را از او پنهان کرد تا مبادا او به سرنوشت پدرش دچار شود. اما پارزیفال روزی با آرتوس (شاه آرتور معروف) و شوالیه‌هایش مواجه می‌شود و علی رغم مخالفت مادر با شوالیه‌ها به دربار آرتور می‌رود. پس از ورود پارزیفال به دربار آرتور برای او ماجراهایی متعددی پیش می‌آید. او در همان بدو ورود موفق می‌شود رقیب شاه آرتو, ایتر شاه گومرلاند که به شوالیه قرمزپوش معروف است, را در نبرد به قتل برساند و سلاح‌ و زره او را به عنوان غنیمت بر می‌دارد. او نزد شوالیه دیگری به نام گورنمان آداب و رسوم شوالیه‌گری را می‌آموزد و به نصیحت او از پرسش و فضولی در امور دیگران اجتناب می‌کند. پارزیفال به عنوان یک شوالیه افتخارات زیادی را کسب می‌کند از جمله مهم‌ترین آن‌ها نجات دادن ملکه کندویرامور از دست خواستگاری است که به خاطر جواب رد کندویرامور کاخ او را محاصره کرده بود! پس از این پارزیفال و کندویرامور با هم ازدواج کردند. در یکی از روزها که پارزیفال مشغول گشت و گذار بود, شب هنگام به دریاچه‌ای رسید و از ماهیگیران سراغ جایی را گرفت که بتواند در آن بیتوته کند. یکی از ماهیگیرها می‌گوید, او قصری باشکوه دارد و پارزیفال را به قصرش دعوت می‌کند.  

### پارزیفال در قصرفیشر کینگ(شاه ماهیگیر)
در قصر سفره سنگین و رنگینی برای پارزیفال پهن کردند. آن‌ها اطلس بافت عربستان ملکه رپونس دو ژوا را به او پوشاندند. دسته‌جات خدم و حشم با جام‌های زرین و سیمین در قصر تردد می‌کردند. در ابتدا یک نجیب‌زاده نیزه‌ای را حمل می‌کرد که از آن خون می‌چکید و حاضران با دیدنش گریستند. سپس گروهی دیگر از ندیمه‌های جوان شمعدان‌های زرین و طلا و جواهرات را آوردند. در نهایت ملکه رپونس دو ژوا گرال (جام مقدس) را بر روی بالشی حمل می‌کرد. جالب این که گرال هر نوع خوراکی و نوشیدنی که لازم داشتند را فراهم می‌کرد. آن‌ها همچنین شمشیری مرصع و خوش ساخت به پارزیفال بخشیدند اما پارزیفال بنا به نصیحیت گورنمان از پرسش و کنجکاوی بیشتر پرهیز می‌کرد. هدف از تمام این حاتم‌بخشی‌ها این بود که پارزیفال پرسش را مطرح کند اما این تلاشی سودی نداشت. صبح روز بعد که بلند شد, مشاهده کرد که قصر خالی از سکنه هست. در بیرون قصر پارزیفال زنی را دید که بر جنازه نامزد کشته شده‌اش می‌گرید. این زن پارزیفال را نصیحت کرد که از این مکان دور شود زیرا خطرناک است. او همچنین گفت که صاحب قصر شاهی به نام آمفورتاس بوده که به علت زخمی که در جنگ برداشته, معلول شده و برای سرگرمی ماهیگیری می‌کرده است. این شاه معلول تنها با پرسش یک شوالیه نیکوکار درمان می‌شد و خود او نیز وارث گرال (جام مقدس) می‌شد اما پارزیفال ساکت مانده بود. پارزیفال به دربار آرتور بازگشت اما پیرزنی به نام کوندری او را بابت پرسش نکردن از آمفورتاس نفرین کرد و این بار پارزیفال تصمیم گرفت تا گرال (جام مقدس) را نیابد, آرام ننشیند. او پس از سرگردانی در جنگل در روز جمعه مقدس, روز شهادت مسیح با کشیشی مواجه می‌شود. این کشیش تره‌وریزنت نام داشت. پارزیفال برای توبه نزد تره‌وریزنت رفت. او داستان زندگی‌اش را شرح داد و اعتراف کرد به عنوان یک شوالیه مسبب قتل‌ها و خونریزی‌ها بوده است. کشیش (تره‌وریزنت) به او گفت که علت مصیبت‌هایش ظلمی است که در حق مادرش کرده است. تره‌وریزنت فاش کرد که مادر پارزیفال یعنی هرزلوئید در حقیقت خواهر اوست و او در فراق غم پسر درگذشته است. همچنین او گفت که آمفورتاس و رپونس دو ژوا به ترتیب دایی و خاله او هستند. آن‌ها می‌دانستند که او وارث گرال هست اما به علت گناهکاری پارزیفال او قادر نبود پرسش سحرآمیز را مطرح کند. پارزیفال بار دیگر در جستجوی جام مقدس سرگردان شد.  

### پارزیفال برادر ناتنی را می‌یابد

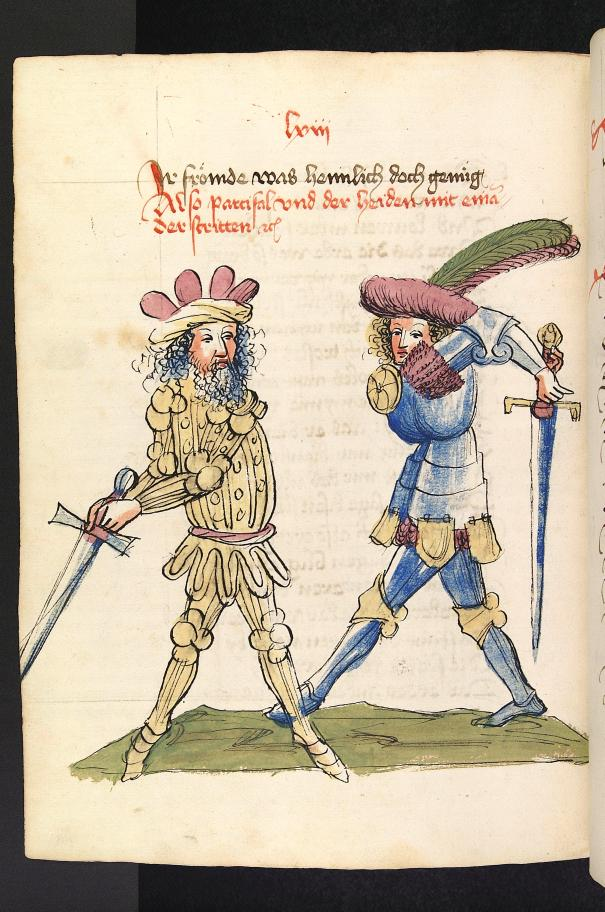
پارزیفال بی آنکه برادر ناتنی‌اش (فرفیس) را بشناسد به رسم شوالیه‌ها با او می‌جنگد.

پارزیفال به عنوان یک شوالیه سرگردان به کشور آفریقایی سازامانک می‌رود. بر این کشور پادشاهی حکومت می‌کرد که اقوام و سرزمین‌های بسیاری را زیر سلطه خود داشت و از جمله زندانیان او زرتشت شاه عربستان بود! در آن جا او با مردی درگیر می‌شود که بعدها در می‌یابد که آن مرد, برادر ناتنی‌اش فرفیس می‌باشد. پارزیفال و فرفیس هنگامی که خاطرات مشترکشان را بازگو می‌کنند, متوجه نسبتشان با هم می‌شوند و از طریق فرفیس هست که پارزیفال می‌فهمد از همسرش, کندویرامور, صاحب دو فرزند شده است. دو برادر به نزد شاه آرتور می‌روند و در آن جا بود که به پارزیفال خبر می‌دهند, آمفورتاس سال‌هاست که منتظر اوست! و گرال نیز نزد اوست. پارزیفال به نزد آمفورتاس می‌رود و با پرسیدن دایی من دردت چیست؟ زخم‌های آمفورتاس خوب می‌شود و خطی بر گرال (جام مقدس) ظاهر می‌شود که بر شهریاری پارزیفال بشارت می‌دهد. پس از درمان آمفورتاس, درباریان مشغول تدارک جشن گرال می‌شوند و پارزیفال همسرش, کندویرامور, را پس از پنج سال می‌بیند. در این جشن فرفیس, برادر ناتنی پارزیفال, از رپونس دو ژوا, خاله پارزیفال, خواستگاری می‌کند.  

### لوهنگرین پسر پارزیفال
پارزیفال از کوندویرامور پسری به نام لوهنگرین داشت. در اروپای قرون وسطی داستان وجود داشت درباره شوالیه‌ای که سوار بر قو به سرزمین آنورس می‌رود و با شاهدخت این سرزمین (دوشس باربان) ازدواج می‌کند با این شرط که شاهدخت از اصل و نسب او چیزی نپرسد اما شاهدخت روزی فراموش می‌کند و جویای اصل و نسب شوهرش می‌شود و به این ترتیب قو بار دیگر شوالیه را می‌برد. ولفرام این داستان را در مورد لوهنگرین روایت کرد و از آن پس کسی دیگر از سرنوشت لوهنگرین اطلاعی ندارد. گویا این که او خدمتگزار گرال (جام مقدس) شده است. در اروپای قرون وسطی این داستان را در مورد اجداد گادفری بوین از نخستین فاتحان جنگ‌های صلیبی روایت کرده‌اند. ریشارد واگنر, موسیقی‌دان مشهور آلمانی, اپرایی به نام لوهنگرین ساخته است.